# Sandoy egyházközség
Sandoy egyházközség (feröeriül: Sandoyar prestagjalds kommuna) egy megszűnt község (polgári egyházközség) Feröeren. Sandoy szigetét foglalta magába.

## Történelem
A község 1872-ben jött létre.
1930-ban szétvált Sandur egyházközségre, Skálavík egyházközségre, Húsavík egyházközségre, Skúvoy és Dímun egyházközségre, valamint Skopun egyházközségre, és ezzel megszűnt.

## Önkormányzat és közigazgatás

### Települések
| Település   | Mióta a község része | Előző község | Meddig a község része | Következő község | Megjegyzés |
| ----------- | -------------------- | ------------ | --------------------- | ---------------- | ---------- |
| Dalur       | 1872                 | –            | 1930                  | Húsavík község   |            |
| Húsavík     | 1872                 | –            | 1930                  | Húsavík község   |            |
| Sandur      | 1872                 | –            | 1930                  | Sandur község    |            |
| Skálavík    | 1872                 | –            | 1930                  | Skálavík község  |            |
| Skarvanes   | 1872                 | –            | 1930                  | Húsavík község   |            |
| Skopun      | 1872                 | –            | 1930                  | Skopun község    |            |
| Skúvoy      | 1872                 | –            | 1930                  | Skúvoy község    |            |
| Stóra Dímun | 1872                 | –            | 1930                  | Skúvoy község    |            |